# Regierung Demotte III
Die Regierung Demotte III war die zwölfte Regierung der Französischen Gemeinschaft. Sie amtierte vom 22. September 2014 bis zum 17. September 2019.
Der Rat der Französischen Gemeinschaft wurde nicht direkt gewählt, er setzte sich aus den 75 Abgeordneten des Wallonischen Parlaments und den 19 französischsprachigen Mitgliedern des Parlaments der Region Brüssel-Hauptstadt zusammen.
Nach der Parlamentswahl 2009, bei der sich die grüne Ecolo von 5 auf 18 Mandate verbesserte, wurde eine Dreiparteienregierung von Sozialistischer Partei (PS), Centre Démocrate Humaniste (CDH) und Ecolo gebildet. Ministerpräsident blieb Rudy Demotte (PS), der schon seit 2008 die Regierung führte.
Ecolo schied nach der Parlamentswahl 2014, bei der sie nur noch sechs Mandate errangen, wieder aus der Regierung aus. Demotte blieb Ministerpräsident einer Koalitionsregierung von PS und CDH.
Nach der Wahl 2019 wurde eine Koalition von PS und dem liberalen Mouvement Réformateur (MR) gebildet. Ministerpräsident wurde Pierre-Yves Jeholet (MR).

## Zusammensetzung
| Amt | Name                 | Partei | Beginn der Amtszeit | Ende der Amtszeit  |
| --- | -------------------- | ------ | ------------------- | ------------------ |
| Ministerpräsident                                                                                               | Rudy Demotte         | PS     | 22. September 2014  | 4. Dezember 2018   |
| Ministerpräsident zuständig für Gleichstellung und Frauenrechte                                                 | Rudy Demotte         | PS     | 4. Dezember 2018    | 17. September 2019 |
| stellvertretende Ministerpräsidentin und Ministerin für Erziehung, Kultur und Kinder                            | Joëlle Milquet       | CDH    | 22. September 2014  | 11. April 2016     |
| stellvertretende Ministerpräsidentin und Ministerin für Kultur und Kinder                                       | Alda Greoli          | CDH    | 18. April 2016      | 17. September 2019 |
| stellvertretender Ministerpräsident und Minister für Hochschulbildung, Forschung und Medien                     | Jean-Claude Marcourt | PS     | 16. Juli 2009       | 4. Dezember 2018   |
| stellvertretender Ministerpräsident und Minister für Hochschulbildung, Erwachsenenbildung, Forschung und Medien | Jean-Claude Marcourt | PS     | 4. Dezember 2018    | 17. September 2019 |
| Minister für Jugendhilfe, Justizzentren und die Promotion von Brüssel                                           | Rachid Madrane       | PS     | 22. September 2014  | 18. April 2016     |
| Minister für Jugendhilfe, Justizzentren, Sport und die Promotion von Brüssel                                    | Rachid Madrane       | PS     | 18. April 2016      | 4. Dezember 2018   |
| Minister für Jugend, Jugendhilfe, Justizzentren, Sport und die Promotion von Brüssel                            | Rachid Madrane       | PS     | 4. Dezember 2018    | 17. September 2019 |
| Minister für Sport                                                                                              | René Collin          | CDH    | 22. September 2014  | 18. April 2016     |
| Minister für Haushalt, den Öffentlichen Dienst und Verwaltungsvereinfachung                                     | André Flahaut        | PS     | 22. September 2014  | 17. September 2019 |
| Ministerin für Erwachsenenbildung, Jugend, Frauenrechte und Gleichstellung                                      | Isabelle Simonis     | PS     | 22. September 2014  | 3. Dezember 2018   |
| Ministerin für Erziehung                                                                                        | Marie-Martine Schyns | CDH    | 18. April 2016      | 17. September 2019 |

## Umbesetzungen
Nach Berichten, sie habe während ihrer Amtszeit als belgische Innenministerin Mitarbeiter für Wahlkampfzwecke eingesetzt, trat die
stellvertretende Ministerpräsidentin und Ministerin für Erziehung, Kultur und Kinder Joëlle Milquet (CDH) am 11. April 2016 zurück.
Sie hatte zwei Nachfolgerinnen: Alda Greoli (CDH) wurde stellvertretende Ministerpräsidentin und Ministerin für Kultur und Kinder, Marie-Martine Schyns (CDH) wurde Ministerin für Erziehung. Zum Ausgleich schied Sportminister René Collin aus dem Kabinett aus, die Zuständigkeit für Sport ging an Rachid Madrane (PS).
Isabelle Simonis gab trat am 3. Dezember 2018 zurück und wurde Bürgermeisterin von Flémalle. Ihre Kompetenzen wurden von Ministerpräsident Rudy Demotte, Jean-Claude Marcourt und Rachid Madrane übernommen.